# Arachnodes seminitidus
Arachnodes seminitidus är en skalbaggsart som beskrevs av Lebis 1953. Arachnodes seminitidus ingår i släktet Arachnodes och familjen bladhorningar. Inga underarter finns listade.